# 侠盗公司
《俠盜公司》是一款由First Watch Games开发、Hi-Rez Studios发行的免费多人第三人称射击游戏。该游戏于2020年10月1日登陸Epic游戏商城、Xbox One、PlayStation 4、任天堂Switch、Microsoft Windows，并于2020年11月25日登陸Xbox Series X/S，2021年3月30日登陸PlayStation 5。

## 外部鏈接
- 官方网站